# Boks na Igrzyskach Wspólnoty Narodów 2006
Boks na Igrzyskach Wspólnoty Narodów 2006 – zawody bokserskie, które odbywały się w dniach 17–25 marca 2006 r., w Melbourne.

## Medaliści
| Kat. wagowa                    |                  |                  |                                    |
| ------------------------------ | ---------------- | ---------------- | ---------------------------------- |
| Waga papierowa (– 48 kg)       | Jafet Uutoni     | Darren Langley   | Simanga Shiba Mohammed Nasir       |
| Waga musza (– 51 kg)           | Don Broadhurst   | Jackson Chauke   | Martin Mubiru Jitender Kumar       |
| Waga kogucia (– 54 kg)         | Akhil Kumar      | Bruno Julie      | Nestor Bolum Mmoloki Nogeng        |
| Waga piórkowa (– 57 kg)        | Stephen Smith    | Mehrullah Lassi  | Darren Edwards Luke Jackson        |
| Waga lekka (– 60 kg)           | Frankie Gavin    | Giovanni Frontin | Charles Menya Leonardo Zappavigna  |
| Waga lekkopółśrednia (– 64 kg) | James Russan     | Moses Kopo       | Moses Mathenge Jamie Crees         |
| Waga półśrednia (– 69 kg)      | Bongani Mwelase  | Vijender Kumar   | Olufemi Ajayi Neil Perkins         |
| Waga średnia (– 75 kg)         | Jarrod Fletcher  | Adonis Stevenson | Warren Fauvailili James DeGale     |
| Waga półciężka (– 81 kg)       | Kenneth Anderson | Adura Olalehin   | Joshua Makonjio Benjamin McEachran |
| Waga ciężka (> 91 kg)          | Brad Pitt        | Harpreet Singh   | Anderson Emmanuel Awusone Yekeni   |
| Waga superciężka (+ 91 kg)     | David Price      | Kevin Evans      | Steven Rudic Varghese Johnson      |